# Hvidhaj
Hvidhajen (latin: Carcharodon carcharias), også kendt som den store hvide haj, er en bruskfisk, der tilhører sildehaj-familien (Lamnidae). Den kan blive op til 8 meter, hvilket gør den til verdens største kødædende fisk. En hvidhaj er dog i gennemsnit 3-4 meter lang. Dens mund kan blive op til en meter bred, hvilket gør den i stand til at jage større dyr, f.eks. marine pattedyr som sæler og mindre hvaler. Dens føde består dog også af fisk, havfugle, blæksprutter og ådsler.
Dens skelet består af brusk, som er et fleksibelt materiale, som også findes i menneskets næse og ører. Det er ikke lige så hårdt som normale knogler, men er stadig forholdsvis stift. Da brusk ikke efterlader fossiler, som knogler gør det, er det eneste, man kan finde fra forhistoriske hajer, tænderne.

## Økologisk rolle
Den hvide haj er et toprovdyr, hvilket vil sige, at den befinder sig i toppen af fødekæden. Den kan dermed frit vælge af havets goder og er bestemt ikke kræsen, dog er dens yndlingsmåltid sæler og søløver. Selv om den tilhører toppen af fødekæden, er dette ikke ensbetydende med, at den ikke har nogle fjender. Dens værste fjende er uden tvivl mennesket, men den kan også blive angrebet af sin egen art og af spækhuggere, som bl.a. har spist hele hvidhajer. Den kan også blive angrebet af delfiner som prøver at beskytte sine unger - dette sker dog sjældent.

## Adfærd
I modsætning til andre hajarter, kan den hvide haj ikke overleve i fangeskab. Grunden til dette er ukendt, men der spekuleres i, at det nok skyldes, at hvidhajer er vant til at svømme meget store afstande, på meget kort tid, hvorfor de trives dårligt, selv i meget store akvarier. Monterey Bay Akvariet haft nogen succes med at have hvidhaj i deres Open Ocean-akvarium i 198 dage, hvorefter den blev genudsat.
Den hvide haj er også den eneste haj, der er i stand til at stikke sit hoved over vandoverfladen[kilde mangler], og den kan tilmed hoppe helt op af vandet i sin fulde kropslængde. Denne adfærd er først for nylig opdaget, og det forekommer langt hyppigere og voldsommere - lidt ud fra Sydafrikas kyst ved øen "Seal Island" end nogle andre steder i verden. Man har ikke kunnet finde en præcis grund til dette, men den store forekomst af sæler, og havbunden i området menes at spille en stor rolle[kilde mangler].

## Fysiologi
I lighed med andre hajer, har den store hvide haj rækker af tænder hele vejen ned gennem munden. Dette er yderst fordelagtigt for den, da den relativt ofte mister en tand i kampens hede: I det tilfælde skyder der simpelthen en ny tand op fra den bagvedliggende række. Den hvide haj producerer tænder gennem hele sit liv. Den hvide haj har som andre hajer ingen øjenlåg, men når den bider, har den en beskyttende hinde, der springer op foran dens øjne og beskytter dem mod skader. 
Som andre hajer er dens hud også forsynet med "hudtænder". Disse er fordelagtige for hajen, da de reducerer den vandmodstand, som hajen møder, når den svømmer og dermed gør den bedre i stand til at accelerere, når den skal angribe et bytte. De er faktisk så ru, at de før i tiden blev brugt af mennesker som sandpapir.
Den hvide haj har to vitale sanser: en højtudviklet lugtesans og evnen til at føle elektriske felter, fra andre dyr og mennesker.